# Бо (зброя)

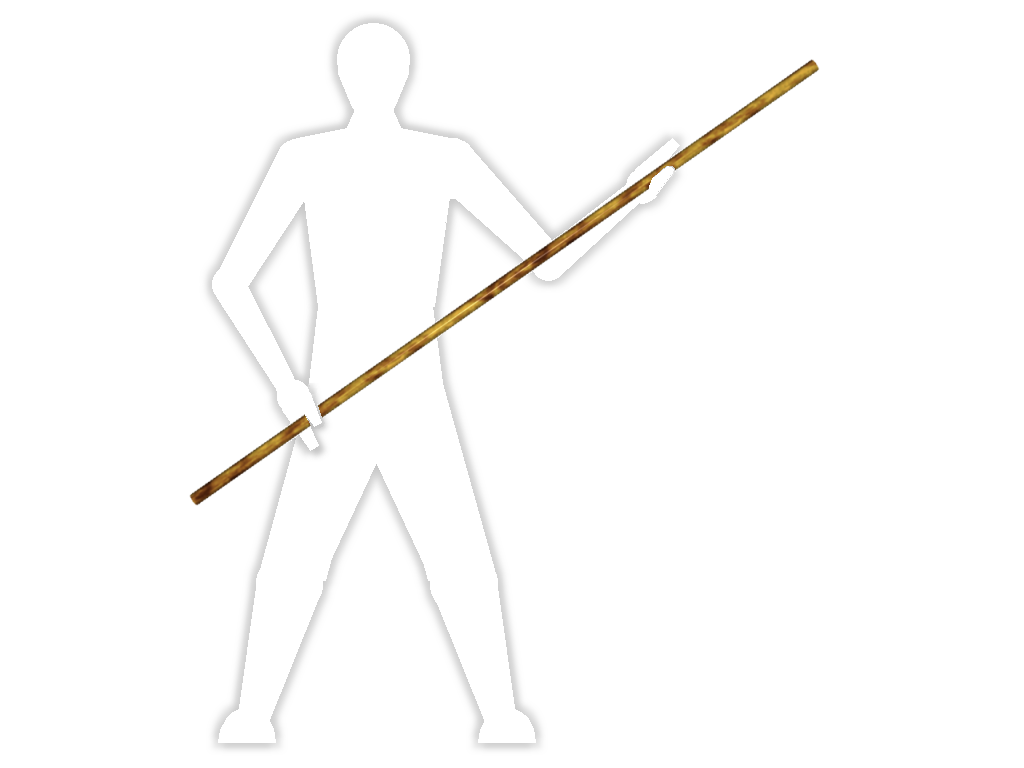
Традиційний рокушаку бо має довжину 1,82 м (6 шаку) і, з огляду на його вагу та розміри, використовується обома руками.

Бо (яп. 棒, ぼう) — традиційна японська палиця, що використовується як зброя в бойових мистецтвах. Найпоширеніший різновид бо має довжину приблизно 6 японських сяку (близько 182 см) і відомий як рокушаку бо (六尺棒). Це один із основних інструментів кобудо — стародавнього стилю японських бойових мистецтв.

## Історія
Походження бо пов'язують із сільськогосподарським реманентом, зокрема з дерев'яними жердинами, які селяни та ченці перетворювали на засіб самозахисту. З часом техніка володіння палицею увійшла до арсеналу різних бойових шкіл Японії. У період Едо (1603–1868) бо почали вивчати як окрему дисципліну в рамках будо.

## Конструкція
Бо зазвичай виготовляють з твердих порід дерева, таких як дуб (білава або червонава породи), гікорі або червоне дерево. Він може мати циліндричну або шестикутну форму, з рівною або звуженою до кінців товщиною. Стандартна довжина — близько 180 см, хоча зустрічаються варіанти різної довжини: танбо (коротка палиця), дзьо (середня палиця) та інші.

## Техніка

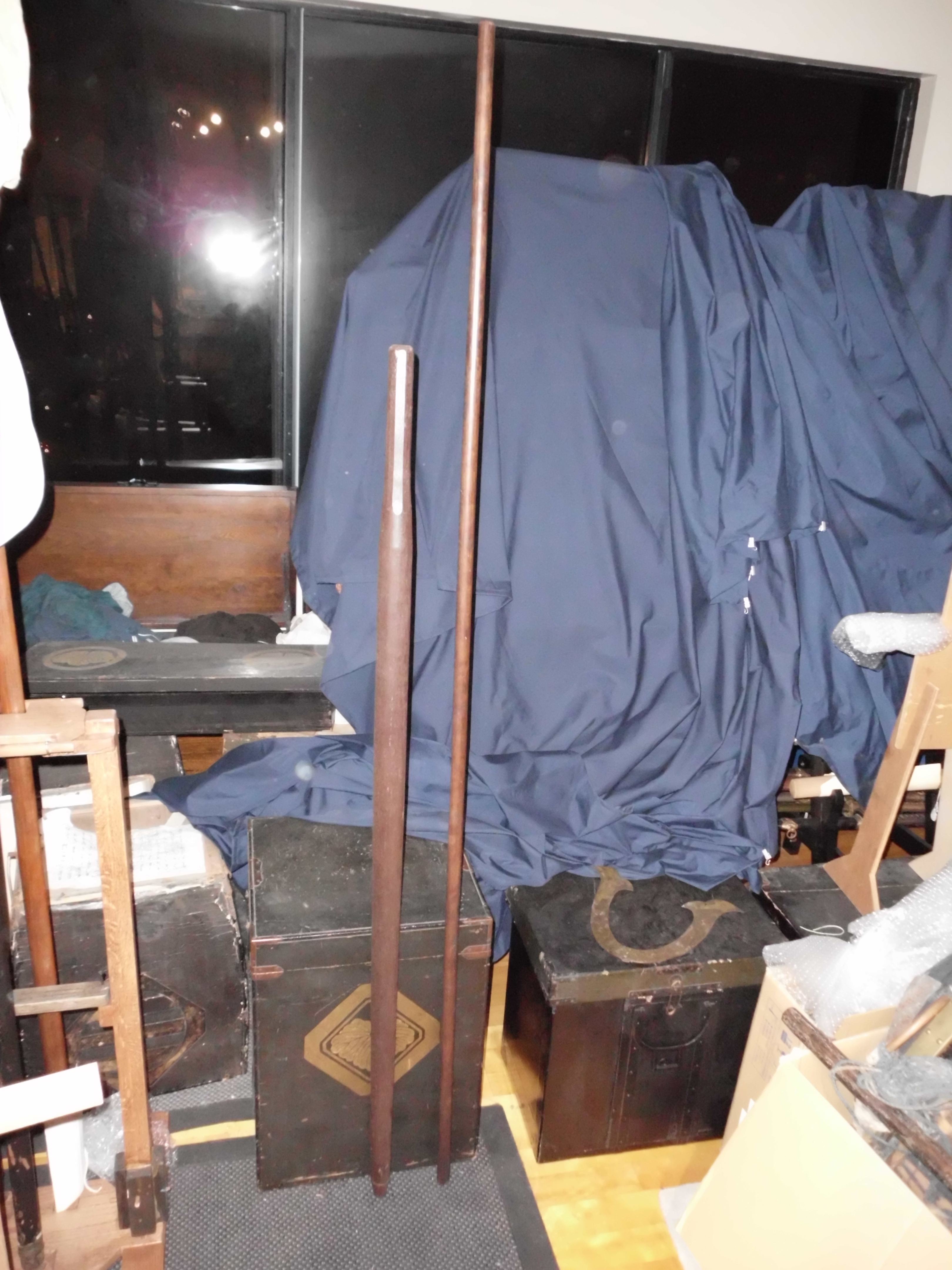
Два японські бо; один має висоту 140 см (55 дюймів) і окружність 15 см (5,9 дюймів) у формі тростини, інший має висоту 180 см (6 футів) і діаметр 1 дюйм (25 мм) у формі посоха.

Мистецтво володіння бо називається бодзюцу (棒術). Воно включає удари, блоки, випади, обертання та контроль опонента. Основи техніки бо базуються на правильному положенні рук, точному контролі простору та балансі.
Бодзюцу практикується як окремо, так і в поєднанні з іншими видами зброї (наприклад, мечем, нунчаками тощо). Відомими стилями, що включають бо, є Окінава кобудо, Сьорін-рю кобудо та інші.

## У культурі
Бо часто зображується в японських фільмах, аніме та відеоіграх як зброя ченців або майстрів бойових мистецтв. Відомими прикладами є персонажі Донателло з франшизи «Підлітки-мутанти ніндзя черепашки» та Ґамбіт з Marvel Comics.